# Live Oak megye
Live Oak megye az Amerikai Egyesült Államokban, azon belül Texas államban található. Megyeszékhelye és legnagyobb városa George West. Lakosainak száma 11 335 fő (2020. április 1.). Live Oak megye Atascosa, Bee, Duval, Jim Wells, Karnes, McMullen és San Patricio megyékkel határos.

## Népesség
A megye népességének változása:
| Lakosok száma | 11 546 | 11 524 | 11 669 | 11 867 | 11 531 | 12 174 | 11 335 |
|               | 2010   | 2011   | 2012   | 2013   | 2015   | 2017   | 2020   |